# Arnold Bennett
Enoch Arnold Bennett (27. května 1867 Hanley – 27. března 1931 Londýn) byl anglický romanopisec a dramatik.
Zpočátku pracoval stejně jako jeho otec jako právník, později se stal novinářem a profesionálním spisovatelem. Část života strávil v Paříži a jeho manželkou byla francouzská herečka Marguerite Soulié. Za první světové války pracoval pro britské ministerstvo informací, také psal literární kritiky do listu London Evening Standard. Napsal scénář k filmu E. A. Duponta Piccadilly. Knižně vyšly také jeho deníky.
Bennettovy realistické příběhy ze života britských středních vrstev získaly za jeho života značný čtenářský úspěch. Jeho tvorba je spojena s rodným regionem Staffordshire, proslulým keramickým průmyslem (ve svých románech ho nazýval „Pětiměstí“). V roce 1923 získal za román Londýnský antikvář cenu James Tait Black Memorial Prize.
Ve Stoke-on-Trent byl v roce 2017 odhalen jeho pomník.

## Knihy
- Grandhotel Babylon
- Anna z Pětiměstí
- Londýnský antikvář
- Velikán
- Jak žít naplno
- Hugo
- Lidský stroj
- Lov na miliony
- Za živa pohřben
- Město rozkoše
- O přátelství a štěstí
- Lordův přízrak
- Ženský román (Praha: Academia 2024, ISBN 978-80-200-3444-1, přeložila Zuzana Šťastná)